# Chris Patten

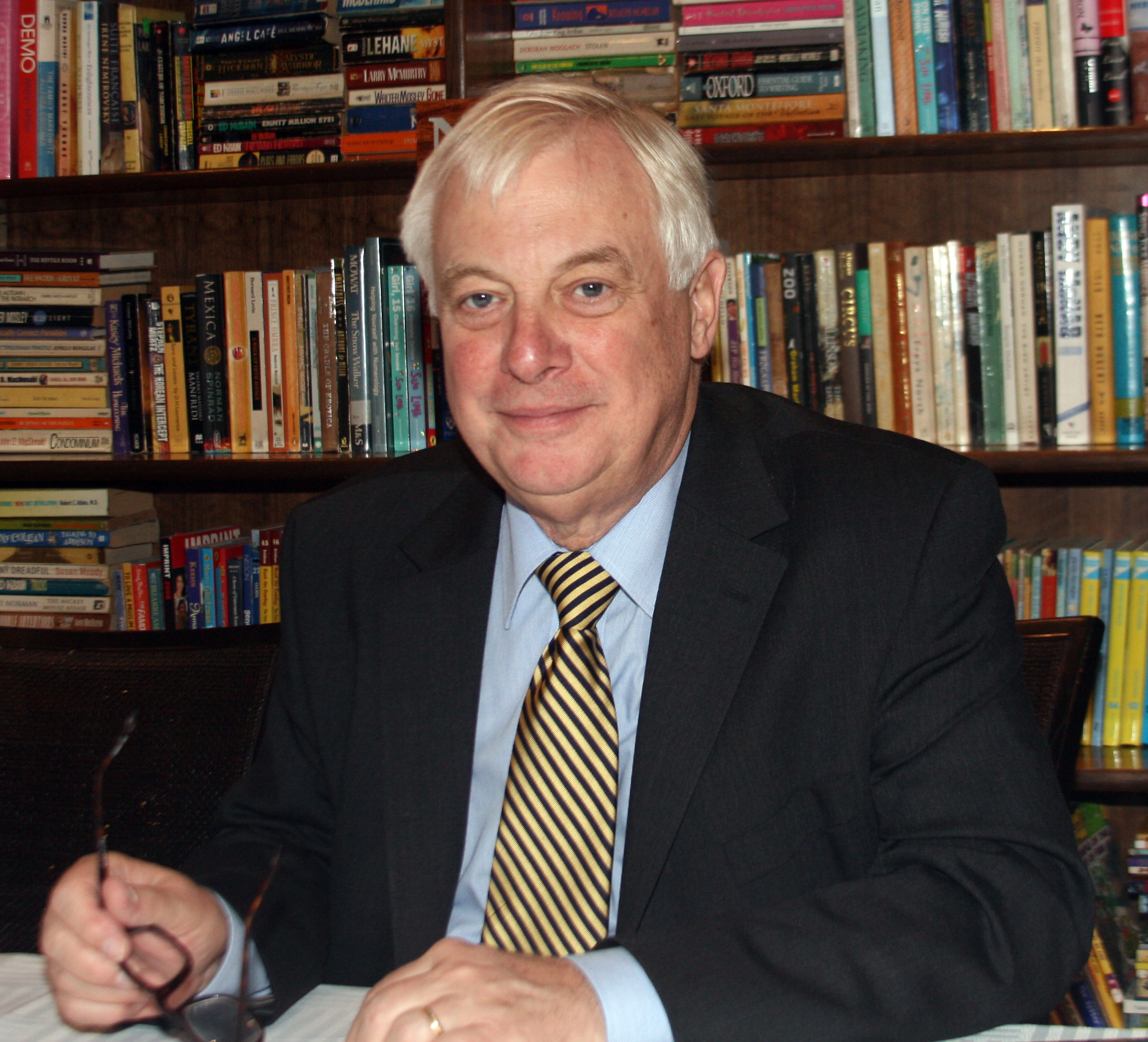
Chris Patten (2008)

Christopher Francis Patten, Baron Patten of Barnes, KG, CH, PC, (chinesisch 彭定康; * 12. Mai 1944 in Cleveleys, Lancashire) ist ein britischer Politiker der Konservativen Partei. Er war von 1979 bis 1992 Mitglied des britischen Unterhauses und zwischen 1986 und 1992 mehrmals Minister. Von 1992 bis zur Rückgabe an China 1997 war Patten der letzte Gouverneur der britischen Kronkolonie Hongkong. Von 1999 bis 2004 war er EU-Kommissar für auswärtige Beziehungen. Er war von 2003 bis 2024 Kanzler der University of Oxford und seit 2005 Life Peer.

## Leben
Pattens Familie hat irische Wurzeln. Er besuchte die katholische St. Benedict’s School in Ealing und studierte von 1962 bis 1965 am Balliol College der Universität Oxford Neue Geschichte. Danach arbeitete er ab 1966 für die Konservative Partei Großbritanniens, zunächst im Research Department.
Von 1979 bis 1992 war er Parlamentsabgeordneter des Wahlkreises Bath im britischen Unterhaus. Im Kabinett Thatcher bekleidete er verschiedene Posten, darunter Bildungsminister (1985–1986), Entwicklungsminister (1986–1989) und Staatssekretär für Umwelt (1989–1990). Nach dem Rücktritt Thatchers ernannte der neue Premierminister John Major Patten zum Chancellor of the Duchy of Lancaster, was etwa einem Minister ohne Geschäftsbereich und engen Berater des Regierungschefs entspricht. Zugleich war er Chairman der Tories (d. h. Verantwortlicher für die Parteiverwaltung und Wahlkampagne, entspricht etwa dem Generalsekretär deutscher Parteien) und verhalf in dieser Funktion bei der Parlamentswahl 1992 Major zu einem unerwarteten Sieg. Patten selbst verlor bei dieser Wahl jedoch seinen Wahlkreis an den Kandidaten der Liberaldemokraten.
Im Juli 1992 wurde Patten als 28. und letzter Gouverneur von Hongkong berufen. Das Amt bekleidete er bis zur Rückgabe der ehemaligen Kronkolonie an die Volksrepublik China 1997. Anders als alle Gouverneure vor ihm, lehnte Patten den angebotenen Adelstitel ab, weil er nicht gewillt war, seine politische Karriere aufzugeben. 1998 wurde er in die American Academy of Arts and Sciences gewählt.
Von 1999 bis 2009 war er Kanzler der Newcastle University. Er wurde 2003 zum Kanzler der University of Oxford gewählt.
Von 1999 bis 2004 war er Mitglied der Europäischen Kommission, zuständig für Außenbeziehungen. In diesem Amt folgte ihm im November die Österreicherin Benita Ferrero-Waldner nach. Nach seiner Rückkehr nach England wurde er dann doch in den Adelsstand erhoben, nämlich am 11. Januar 2005 als Life Peer mit dem Titel Baron Patten of Barnes, of Barnes in the London Borough of Richmond upon Thames. Er wurde dadurch Mitglied des House of Lords. Im Jahre 2010 organisierte der Katholik Patten im Auftrag der britischen Regierung den ersten Besuch eines Papstes als Staatsoberhaupt im Vereinigten Königreich seit 476 Jahren aufgrund einer Einladung des Oberhauptes der Anglikanischen Kirche Elisabeth II.
Im April 2011 wurde Patten zum Vorsitzenden des BBC Trust ernannt. Dieses Amt gab er im Mai 2014 nach einer Herzoperation aus Gesundheitsgründen auf.
Im Juli 2014 berief Papst Franziskus ihn zum Vorsitzenden einer neugebildeten Kommission zur Reform der vatikanischen Medien.
Im Mai 2020 warnte er mit Blick auf die Volksrepublik China, die er als Diktatur bezeichnete, vor dem Ende der Autonomie Hongkongs und dessen verfassungsgemäßem Prinzip Ein Land, zwei Systeme.
2023 wurde er zum Mitglied des Hosenbandordens ernannt.

## Schriften
- The Tory Case. Longman, London u. a. 1983, ISBN 0-582-29612-9.
- East and West. The last Governor of Hong Kong on power, freedom and the future. Macmillan, Longman, London u. a. 1998, ISBN 0-333-74787-9 (Deutsch: Asien – das Ende der Zukunft. Der letzte Gouverneur von Hongkong über die ökonomisch-politische Entwicklung in Fernost. Lübbe, Bergisch Gladbach 1998, ISBN 3-7857-0947-1).
- Not Quite the Diplomat. Home Truths about World Affairs. Allen Lane, London 2005, ISBN 0-7139-9855-5.
- Cousins and Strangers. America, Britain and Europe in a New Century. Times Books, New York NY 2006, ISBN 0-8050-7788-X.
- First Confession. A Sort of Memoir. London : Allen Lane, 2017.
- The Hong Kong Diaries. Allen Lane, London 2022, ISBN 978-0-241-56049-5.